# William Cardoza
Elmer William Amado Cardoza Herrera (Joyabaj, Departamento de Quiché, Guatemala; 29 de julio de 2002), popularmente conocido como William Cardoza, es un futbolista guatemalteco que actualmente milita en el club Xelajú M. C. de la Liga Nacional de Guatemala  Se desempeña como extremo izquierdo, aunque por sus hábiles características también puede ser utilizado como delantero centro.

## Trayectoria
William Cardoza hizo su debut frente a Iztapa a la edad de 16 años, ha sido formado por el rebaño sagrado (Xelajú M.C.) y desde 2020 teniendo participación con el primer equipo. 
Fue un habitual jugador en el esquema del club lanudo (Xelajú) tomando la titularidad en el equipo a temprana edad, logrando ganar un título de liga nacional jugando para el Xelajú M.C.. También cumplió con su paso en selecciones menores  y posteriormente fue convocado a selección mayor de Guatemala bajo el mando del profesor Luis Fernando Tena. El 20 de julio de 2024 mediante un comunicado de prensa en la página de Facebook oficial del club Xelajú anuncian la salida de William Cardoza con destino a Grecia al club Panargiakos FC.

## Clubes
| Club                    | País      | Año         |
| ----------------------- | --------- | ----------- |
| Xelajú MC               | Guatemala | 2019 - 2024 |
| Panargiakos FC (cedido) | Grecia    | 2024        |
| Xelajú MC               | Guatemala | 2025 - Act. |

## Palmarés

### Campeonatos nacionales
| Título             | Club      | País      | Año  |
| ------------------ | --------- | --------- | ---- |
| Torneo de Clausura | Xelaju MC | Guatemala | 2023 |